# Bois papaye
Bois papaye, ou Bwa papay en créole, est un nom vernaculaire de plantes à fleurs ambigu. Il peut désigner deux espèces endémiques des Mascareignes:
- Badula balfouriana, un arbuste de la famille des Primulaceae endémique de Rodrigues
- Polyscias gracilis, un arbre de la famille des Araliaceae endémique de Maurice
- Polyscias neraudiana, un arbre de la famille des Araliaceae endémique de Maurice
- Polyscias paniculata, un arbre de la famille des Araliaceae endémique de Maurice